# Tvåfårad diamantnemertin
Tvåfårad diamantnemertin (Tetrastemma ambiguum) är en djurart som tillhör fylumet slemmaskar, och som beskrevs av Riches 1893. Enligt Catalogue of Life ingår Tvåfårad diamantnemertin i släktet Tetrastemma och familjen Tetrastemmatidae, men enligt Dyntaxa är tillhörigheten istället släktet Tetrastemma, och ordningen Hoplonemertea. Det är osäkert om arten förekommer i Sverige. Inga underarter finns listade i Catalogue of Life.